# Esperimento Rosenhan

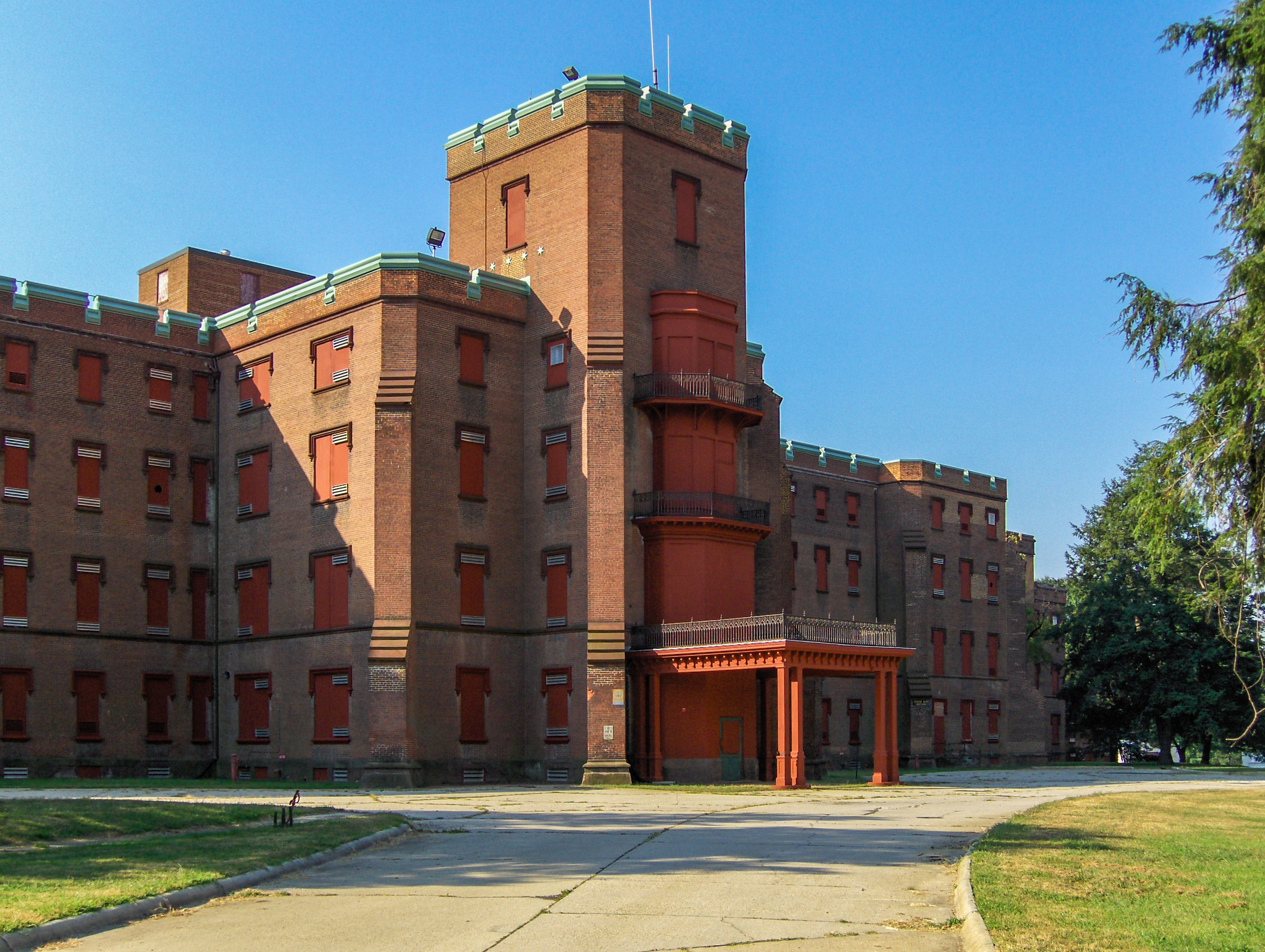
L'ospedale psichiatrico St. Elizabeths Hospital, Washington, D.C., Stati Uniti d'America, uno dei luoghi dell'esperimento Rosenhan

L'esperimento Rosenhan fu un famoso esperimento sulla validità della diagnosi psichiatrica, diretto dallo psicologo David Rosenhan nel 1973. Fu pubblicato sul giornale Science con il titolo  "On being sane in insane places" (in italiano: "Sull'esser sani in luoghi folli"). Lo studio è considerato una critica importante e influente delle diagnosi psichiatriche. Lo studio di Rosenhan si svolse in due fasi.
La prima fase coinvolse collaboratori sani o "pseudopazienti" (tre donne e cinque uomini) che simularono brevemente allucinazioni uditive nel tentativo di ottenere il ricovero in 12 diversi ospedali psichiatrici di cinque diversi stati in varie località degli Stati Uniti d'America. Furono tutti quanti ricoverati e vennero loro diagnosticati dei disturbi psichici. Dopo il ricovero gli pseudopazienti tornarono a comportarsi normalmente e dissero agli operatori che si sentivano bene e che non percepivano più allucinazioni. Tutti furono costretti ad ammettere di avere una malattia mentale e accettare di prendere farmaci antipsicotici come condizione del loro rilascio. Il tempo medio che gli utenti trascorsero negli ospedali fu di 19 giorni. A tutti tranne uno fu diagnosticata schizofrenia "in remissione" prima del loro rilascio.
La seconda parte del suo studio riguardò un ospedale, tra quelli precedentemente coinvolti, che sfidava Rosenhan a inviare alla struttura alcuni pseudopazienti, che dovevano essere riconosciuti dagli operatori. Nelle settimane seguenti, su 193 nuovi pazienti dell'ospedale, gli operatori identificarono 41 pseudopazienti potenziali, con 19 di questi che ricevettero i sospetti di almeno uno psichiatra e un altro membro dello staff degli operatori. In realtà Rosenhan non aveva mandato all'ospedale nessuno pseudopaziente.
Lo studio concluse "È chiaro che non possiamo distinguere i sani dai pazzi negli ospedali psichiatrici" e mostrava inoltre il pericolo della disumanizzazione e dell'etichettamento nelle istituzioni psichiatriche. Suggerì che l'uso di strutture comunitarie di salute mentale focalizzate su problemi e comportamenti specifici piuttosto che su etichette psichiatriche poteva essere una soluzione e formulò raccomandazioni agli operatori in campo psichiatrico affinché fossero più coscienti della psicologia sociale delle loro strutture. Tuttavia lo studio è stato criticato e accusato di essere pseudoscienza presentata come scienza.

## L'esperimento degli pseudopazienti
Lo stesso Rosenhan e sette collaboratori mentalmente sani, chiamati pseudopazienti, tentarono di ottenere il ricovero ad ospedali psichiatrici telefonando per un appuntamento e simulando allucinazioni uditive. Il personale dell'ospedale non venne informato dell'esperimento.
Gli pseudopazienti comprendevano uno studente ventenne diplomato in psicologia, tre psicologi, un pediatra, uno psichiatra, un pittore e una casalinga. Nessuno aveva precedenti di malattie mentali. Gli pseudopazienti usarono pseudonimi, e a quelli che lavoravano nel campo della salute mentale furono assegnati dei lavori falsi in altri settori per evitare di generare qualunque tipo di trattamento o controllo speciale. Al di là dei nomi e dettagli sull'occupazione falsi, tutti gli altri dettagli biografici furono riferiti sinceramente.
Durante l'accertamento psichiatrico iniziale, affermarono di sentire voci dello stesso sesso del paziente che erano spesso non chiare, ma che sembravano pronunciare le parole "vuoto", "cavo", "tonfo" e nient'altro. Queste parole erano scelte perché suggerivano vagamente una sorta di crisi esistenziale e per la mancanza di ogni letteratura pubblicata che le riferisse a sintomi psicotici. Non fu dichiarato nessun altro sintomo psichiatrico. Se ricoverati, gli pseudopazienti avevano istruzioni di "agire normalmente", riferendo che si sentivano bene e che non sentivano più le voci. Le documentazioni dell'ospedale ottenute dopo l'esperimento indicano che tutti gli pseudopazienti furono descritti dagli operatori come amichevoli e collaborativi.
Tutti furono ricoverati, in 12 diversi ospedali psichiatrici degli Stati Uniti d'America, che comprendevano ospedali pubblici malridotti e sottofinanziati in aree rurali, ospedali cittadini condotti da università con eccellenti reputazioni e un costoso ospedale privato. Benché si fossero presentati con sintomi identici, a 7 fu diagnosticata la schizofrenia agli ospedali pubblici, e uno la psicosi maniaco-depressiva, una diagnosi più ottimistica con migliori esiti clinici, all'ospedale privato. La loro permanenza variò da 7 a 52 giorni, con una media di 19 giorni. Tutti furono dimessi con una diagnosi di schizofrenia "in remissione", che Rosenhan considera come una prova del fatto che la malattia mentale, piuttosto che come malattia curabile, è vista come una condizione irreversibile che crea uno stigma lungo la vita.
Nonostante prendessero costantemente e manifestamente appunti sul comportamento degli operatori e degli altri pazienti, nessuno degli pseudopazienti fu riconosciuto come impostore dagli operatori degli ospedali, benché molti degli altri pazienti psichiatrici sembrassero in grado di farlo. Nelle prime tre ospedalizzazioni, 35 pazienti su un totale di 118 espressero il sospetto che gli pseudopazienti fossero sani, con alcuni che suggerivano che quei pazienti fossero ricercatori o giornalisti che investigavano l'ospedale.
Annotazioni degli ospedali indicano che gli operatori interpretavano molti dei comportamenti degli pseudopazienti in termini di malattia mentale. Ad esempio, un infermiere etichettò il prendere nota di uno degli pseudopazienti come "comportamento scrivente" e lo considerò patologico. Le normali biografie dei pazienti furono rimaneggiate secondo le linee di ciò che ci si aspettava per gli schizofrenici in base alle teorie allora dominanti sulla eziologia della malattia.
Agli pseudopazienti era stato richiesto di uscire dagli ospedali da soli ottenendo che gli ospedali li dimettessero, anche se un avvocato fu assunto per essere chiamato in caso di emergenza quando fu chiaro che gli pseudopazienti non sarebbero mai stati dimessi a breve. Una volta ricoverati e attribuita una diagnosi, gli pseudopazienti non poterono essere dimessi finché non ammisero agli psichiatri che erano malati mentali e iniziarono a fingere di prendere farmaci antipsicotici, che invece gettavano nella toilette. Nessun operatore si accorse che gli pseudopazienti gettavano via i farmaci e non riferirono di pazienti che lo stavano facendo.
Rosenhan e gli altri pseudopazienti riferirono uno schiacciante senso di disumanizzazione, grave invasione della privacy e noia mentre erano ospedalizzati. I beni di loro proprietà erano ispezionati in modo casuale, e a volte li si guardava mentre usavano la toilette. Riferirono che gli operatori, benché sembrassero ben intenzionati, oggettificavano e disumanizzavano i pazienti, spesso ne discutevano nel dettaglio in loro presenza come se non fossero lì, e evitando l'interazione diretta con i pazienti tranne quando strettamente necessario per svolgere i loro compiti ufficiali. Alcuni membri del personale erano inclini ad abusi su pazienti, verbali e fisici, quando gli altri operatori non erano presenti. Di un gruppo di pazienti annoiati che aspettavano fuori dalla mensa presto per il pranzo fu detto da un medico ai suoi studenti di stare sperimentando sintomi psichiatrici di "avidi di parlare". I contatti con i medici erano in media di 6,8 minuti al giorno.
(David Rosenhan nel programma "The Trap" della BBC)

## L'esperimento degli impostori inesistenti
Per questo esperimento, Rosenhan utilizzò un ben noto ospedale di ricerca e insegnamento, i cui operatori avevano sentito i risultati dello studio iniziale ma affermavano che presso il loro istituto errori simili non potevano accadere. Rosenhan si accordò con loro che durante un periodo di tre mesi uno o più pseudopazienti avrebbe tentato di ottenere il ricovero, mentre gli operatori avrebbero valutato ogni paziente in arrivo riguardo alla probabilità che fosse un impostore. Su 193 pazienti, 41 furono considerati impostori e altri 42 sospetti. In realtà, Rosenhan non aveva mandato alcuno pseudopaziente e tutti i pazienti sospettati come impostori dagli operatori dell'ospedale erano pazienti qualunque. Ciò portò alla conclusione che "ogni processo diagnostico che si presta troppo facilmente a grossi errori di questo tipo non può essere molto attendibile". Studi da parte di altri trovarono in modo simile risultati di diagnosi problematiche.

## Impatto e polemiche
Rosenhan pubblicò le sue scoperte su Science, criticando l'attendibilità delle diagnosi psichiatriche e la natura deresponsabilizzante e umiliante dell'assistenza ai pazienti incontrata dai collaboratori durante lo studio. L'articolo generò un'esplosione di polemiche.
Molti difesero la psichiatria, argomentando che poiché le diagnosi psichiatriche dipendono largamente dai resoconti dei pazienti delle proprie esperienze, fingerli non dimostra maggiori problemi con le diagnosi psichiatriche che mentire riguardo ad altri sintomi medici. Con questo spirito, lo psichiatra Robert Spitzer citava Kety in una critica del 1975 allo studio di Rosenhan:
(Robert Spitzer che cita Kety )
Rosenhan rispose che se avessero continuato a pensare che egli avesse ancora un'ulcera nelle settimane successive nonostante non presentasse altri sintomi di ulcera, allora sarebbe stato un grosso problema.
Kety inoltre argomentò che non ci si dovrebbe aspettare necessariamente che gli psichiatri presumano che un paziente stia fingendo di avere una malattia mentale, quindi lo studio manca di realismo. Rosenhan chiamò questo "effetto dello sperimentatore" o "bias della previsione", qualcosa indicativo dei problemi che aveva scoperto piuttosto che un problema nella propria metodologia.
L'esperimento "accelerò il movimento per riformare gli istituti mentali e per deistituzionalizzare quanti più pazienti possibile".

## Esperimenti correlati
Il commediografo romano Plauto scrisse una commedia c. 200 a.C., dal titolo Menecmi, in cui un personaggio simula qualche sintomo di malattia mentale. Egli inganna con successo un medico, che poi interpreta ogni sua reazione come sintomatica della malattia mentale.
La giornalista investigativa statunitense Nellie Bly simulò sintomi di malattia mentale per ottenere il ricovero in un manicomio nel 1887 e riferì le terribili condizioni all'interno. I risultati furono pubblicati come Ten Days in a Mad-House (in italiano: Dieci giorni in una casa di pazzi).
Maurice K. Temerlin divise 25 psichiatri in due gruppi e fece ascoltar loro un attore che rappresentava un personaggio con salute mentale normale. Ad un gruppo fu detto che l'attore "era un uomo molto interessante perché sembrava nevrotico ma in realtà era abbastanza psicotico" mentre all'altro non fu detto nulla. Il sessanta percento del primo gruppo diagnosticò psicosi, molto spesso schizofrenia, mentre nessuno del gruppo di controllo lo fece.